# Burning of the Midnight Lamp
Burning of the Midnight Lamp è una canzone del gruppo musicale The Jimi Hendrix Experience, pubblicata come singolo il 19 agosto 1967 in Inghilterra.

## Il brano

### Produzione
Il singolo viene prodotto negli studi Mayfair Studios da Chas Chandler, come per i precedenti singoli e album. La produzione del singolo avvenne tra il 7 e il 20 luglio nel 1967. Come ingegnere del suono c'era Eddie Kramer, grande amico di Hendrix. I due brani del singolo contengono una strumentazione e produzione più sofisticata rispetto ai precedenti lavori del gruppo. Il disco anticipa anche le varietà e la ricchezza di stili che verranno introdotti nei successivi album e singoli della band. Tutte e due le canzoni contengono l'effetto del wah-wah sulle chitarre, tecnica che sarebbe diventata tratto distintivo e caratteristico del modo di suonare di Hendrix. La canzone Burning of The Midnight Lamp è anche una delle poche in cui Hendrix suona uno strumento a tastiera, in questo caso un clavicembalo.

### Registrazione
La registrazione del singolo ebbe luogo tra il 7 ed il 20 luglio 1967 ai Mayfair Studios. Il primo brano, Burning of The Midnight Lamp, possiede una strumentazione complessa e un ricercato lavoro di produzione in studio. La canzone inizia con una delicata melodia classicheggiante suonata su un clavicembalo elettrico e da una chitarra con effetto wah-wah ai quali si aggiungono presto il basso e la batteria di Noel Redding e Mitch Mitchell. Durante le strofe, la sezione ritmica è martellante, in aperto contrasto con l'angelico coro di sottofondo e il suono del clavicembalo che creano un crescendo all'inizio di ogni strofa. L'effetto del mandolino venne prodotto registrando due o più chitarre che suonavano la stessa melodia lentamente, velocizzando poi il tutto in modo che su disco suonasse a velocità raddoppiata, creando un timbro unico. Hendrix aveva un attaccamento emotivo al brano, evidenziato dalla decisione di includerlo in Electric Ladyland più di un anno dopo la pubblicazione su singolo (e anche dopo l'uscita di un altro album). Inoltre a proposito di Burning of the Midnight Lamp Hendrix così si espresse: «Quella canzone era la mia preferita fra tutte quelle che avevamo inciso fino allora. Sono contento che non sia diventata un successo e che sia piaciuta a pochi».

### Pubblicazione e accoglienza
Il singolo venne pubblicato il 19 aprile del 1967, nel Regno Unito dalla casa discografica Track Records mentre nel resto d'Europa dalla Polydor Records, tranne in Francia, dove venne pubblicato dalla Barclay Records nel 1970. In Germania il singolo venne prodotto da Deutsche Grammophon, con la copertina a cura di Jurgen Wolfgang e stampato da Ludwig P. Noltemeyer, pubblicato dalla Polydor Records. In Inghilterra il disco non fu accolto molto bene dalla critica britannica, perché ritenuto non all'altezza dei precedenti singoli. Entrò nella classifica britannica al 18º posto, il primo singolo di Hendrix a non arrivare nella top 10. Nella recensione su Melody Maker, Bruce Johnston dei Beach Boys fece notare che la musica di Jimi aveva perso gran parte del suo vigore iniziale, perdendosi in effetti e suoni fuori luogo in una canzone pop rock. Record Mirror giudicò la canzone "il miglior singolo pubblicato finora da Hendrix", mentre il recensore del Guardian Journal di Nottingham disse che "raramente era rimasto così deluso da un singolo con così tante aspettative".

## Tracce singolo
Lato A
- Burning of the Midnight Lamp - 3:39

Lato B
- The Stars That Play with Laughing Sam's Dice - 4:20